# スカイウエスト航空1834便空中衝突事故
スカイウエスト航空1834便空中衝突事故（英語: SkyWest Airlines Flight 1834）とは、1987年1月15日にスカイウエスト航空1834便とムーニー M-20が空中衝突した航空事故である。

## 事故の経過
事故はスカイウエスト航空機が30分遅れでソルトレイクシティ国際空港の滑走路34へ着陸進入中に発生した。ちょうどその頃、乗員2人（教官と訓練生）を乗せたムーニー M-20がサウス・バレー地域空港を離陸した。両機は空中で衝突し地上に墜落した。スカイウエスト航空機の主要部分は金網のフェンスを滑りながら通り抜けた後、郊外の街路の中央で止まった。多くの人々が「大きな衝撃音 ('big boom')」を聞き、そのとき「残骸がいたるところを飛んでいた ('parts were flying everywhere')」と伝えた。遺体は1マイル四方に飛散していた。遺体の身元確認をするために仮設の遺体安置所が近くの教会に設置された。その後のインタビューで、勤務していた管制官はスカイウエスト航空機が90度への旋回を始めたときに事故が発生したと主張した。

## 原因
事故の調査が行われた結果、最終的に事故の責任はソルトレイクシティ国際空港の空港レーダーサービス区域に迷い込んだムーニー M-20の教官パイロットにあるという結論を出した。また調査においてモードCトランスポンダの欠如と航空管制による空中衝突防止の限界も指摘された。